# Achelyna testacea
Achelyna testacea är en skalbaggsart som beskrevs av Louis Albert Péringuey 1904. Achelyna testacea ingår i släktet Achelyna och familjen Melolonthidae. Inga underarter finns listade i Catalogue of Life.